# Dobbeltgængeren
 Denne artikel omhandler romanen Dobbeltgængeren. Opslagsordet har også en anden betydning, se Dobbeltgængeren (flertydig).
Dobbeltgængeren (1846) er en roman af den russiske forfatter Fjodor M. Dostojevskij.
I romanen skildres den selvforfulgte embedsmand Goljádkin i1800-tallets Skt. Petersborg. Hovedpersonens eksistentielle udvikling forvandler ham fra et underkuet og fortabt menneske til et vindende og selvsikkert menneske, på grænsen til det excentriske.
| Bog | Spire Denne artikel om bøger og tidsskrifter er en spire som bør udbygges. Du er velkommen til at hjælpe Wikipedia ved at udvide den. |